# Арапи
Арапи (арап. العرب []) семитски су народ који је већим делом настањен на Блиском истоку и у северној Африци. Арапа има око 250 милиона, и постоје три класификације припадности арапском народу: по политици, језику и пореклу. На основи ове три класификације број Арапа је растегљив, јер ако се иде по броју људи којима је арапски први језик - њихов број је тада 180 милиона. Арапи говоре арапским језиком и користе се арапским писмом.

## Народ
Семитски народ настањен на Средњем истоку и северној Африци од Марока до Омана, и од Турске до Судана и Јемена на југу. Географски Арапи се простиру на неких 10 милиона квадратних километара и броје најмање 200.000.000 припадника. Око 4 милиона Арапа живи такође у Европи и око 2 милиона у Америци. На Арабијском полуострву, у области Хеџаса, створена је у 5. веку арапска држава, са привредним и верским центром у граду Меки. Срце арапске земље је Саудијска Арабија и Јемен, подручје познато као Хиџаз. Око 610. године, рођењем ислама, Хијаз постаје трговачко средиште дуж караванских путева. Мека постаје један од најзначајнијих градова.
Етнички, Арапи су углавном тамнокоси и смеђих очију, пути светле, али и она варира од места до места. По вери су већином сунитски муслимани, и тек 10% шиити (посебно у Јемену, делу Ирака и обали Персијског залива). Првенствено Арапи су, уз Јевреје, један од два народа којима је порекло дао Сем. Кроз своју историју основали су цели низ држава, то су: Алжир, Бахреин, Египат, Ирак, Јордан, Кувајт, Либан, Либија, Мароко, Оман, Катар, Саудијска Арабија, Судан, Сирија, Тунис, Уједињени Арапски Емирати, Јемен, и Палестина која се још бори за свој настанак и признање. Социјално Арапе деле на стално-насељене (рурални ' фелахин' = сељаци и урбани ' хадар', градски Арапи ) и номадски, познајемо их као Бедуине. Постоје и више језично семитизованих (тачније арабизованих) народа, али они нису Арапи, и етнички су нешто друго, посебно има арабизованих Јевреја у сјеверној Африци, Јемену и Ираку. Арабизовани су и неки Копти (ови су ипак пореклом прави Египћани, хамитски народ чији су преци утемељили египатску културу и државу. Међу хамитским Берберима има такође доста арабизованих група, номада који насељавају пустињске пределе северне Африке.

## Име
Име Арапи и Арабија јавља се још у асирским текстовима као мâту арбâи, тачна локација овог подручја није позната, касније се јављају термини Араби, Арубу, Урби. –У сродном хебрејском језику ријеч `аравах’ и ‘арав’ означава пустињу, па би се могло превести да су Арапи ‘пустињски народ’. Полуострво Арабија прекривена је непрегледним пустињама и прадомовина је овог експанзивног народа који се проширио преко цијеле северне Африке.

## Језик
Арапски језик припада семитској грани семитско-хамитске породице, писмо је арапско.

## Вјерски обичаји
Почетком 7. века живео је велики пророк Мухамед, проповедник нове вере — ислама. Ислам на арапском језику значи покорност према вољи Божјој. Према Мухамедовом учењу, постоји само један Бог — Алах. Према томе, свеукупно друштво представља целину којом управља свемогући Бог, преносећи верницима поруке преко пророка. Мухамед је стекао велики број присталица у светом граду Меки, што га је учинло непожељним за следбеника владајућег култа Кабе, пре свега за старо племство. Он је 622. године напустио Меку и отишао у Медину, одакле је почео обрачун са противницима. Тај његов излазак муслимани називају хиџра (пресељење, раскид са старим) и од тог периода почиње њихово рачунање времена. Послије Мухамедове смрти вођа ислама постао је калифа (представник, викар), који је деловао као имам (онај ко води дневне молитве у џамији). Арапи су већином исламске вероисповијести, што увелико диктира начин њиховог живота и њихове обичаје. Међутим, велике мањине Арапа су хришћани и друзи, попут Либана и Сирије, где захваљујући верској измешаности постоји далеко већа варијација у традицији и обичајима.
Муслимански арапи су народ који живи по Курану, то јест по његовом учењу. Куран је често закон неке државе којима су регулисани сви аспекти њиховог живота. Међу арапима преовладава патријархални систем. Полигамија је дозвољена, а Арапин, зависно од могућности, може имати до четири жене. Дата реч код људи вреднија је од било каквог уговора и она би се морала поштовати.
Арапи, као ни Јевреји, не једу свињетину, овчетина је зато честа. У Либији је познато национално јело кус-кус, припрема се са овчетином и рибом и разним поврћем. Уместо масти Арапи користе маслиново уље, а колачи се често праве од меда.
Сваки Арапин-муслиман требало би барем једном у животу да оде на хаџилук у Меку.

## Арапи у Европи
Арапи су у Европи почетком 8. века напали визиготску Шпанију (покорили су је 711. године), а потом Франачку државу. Надирање ислама у Европу зауставио је Карло Мартел у бици код Поатјеа 732. године. Ова победа учврстила је моћ и превласт Карлове породице. Арапима у Европи се може захвалити на знању о вештачком наводњавању тла, које се због безобзирног крчења шума почело исушивати. Ово се треба узети условно, јер је знање о наводњавању постојало још у доба Рима. Многи вијадукти су и данас у функцији као делови водовода у појединим градовима. У старом Египту поља су се такође вештачки наводњавала. По свој прилици су ову вештину Арапи стекли ширењем на некадашње просторе Римског царства. Из Шпаније ово се знање проширило на север, преко Алпа све до Исланда. Шпанска ријеч 'нориа', означава степен наводњавања, и настала је од арапског нд'ура. Памук, који данас води главну реч у текстилној индустрији, такође су у Европу донели Арапи, из њиховог језика потекао је француски израз 'coton' и енглески 'cotton'.

## Арапске заједнице
- Арапи (из Арабије)... 32.231.000
- Хасанија Арапи... 4.714.000
- Левантски Арапи...53.032.000
- Либијски Арапи 3.785.000
- Арапи Магреба...74.142.000
- Схува Арапи... 1.986.000
- Судански Арапи... 22.135.000
- Јеменски Арапи... 10.999.000
- Бедуини Арабије... 14.187.000
- Сахарски Бедуини... 7.473.000